# يوخن هيك
يوخن هيك (بالألمانية: Jochen Heck)‏ هو مجدف ألماني، ولد في 27 يوليو 1947 في مدينة بريمن في ألمانيا.

## وصلات خارجية
- يوخن هيك على موقع الاتحاد الدولي للتجديف (الإنجليزية)
- يوخن هيك على موقع اللجنة الأولمبية الدولية (الإنجليزية)
- يوخن هيك على موقع أوليمبيديا (الإنجليزية)